# Лудвайс-Айген
Лудвайс-Айген (нім. Ludweis-Aigen) — ярмаркова комуна (1363) (нім. Marktgemeinde)  в Австрії, у федеральній землі  Нижня Австрія.
Входить до складу округу Вайдгофен-ан-дер-Тайя. Населення становить 952 особи (станом на 31 грудня 2013 року). Займає площу 51 км². Перша згадка — 1112.

## Населення
Рівень зайнятості в 2001 році склав 40,95 відсотка. За результатами перепису 2001 року налічувалося 1023 жителя. У 1991 році — 1136 жителів, в 1981 році — 1310, в 1971 році — 1471.